# Kuzmenkî, Mirhorod
Kuzmenkî (în ucraineană Кузьменки) este un sat în comuna Petrivți din raionul Mirhorod, regiunea Poltava, Ucraina.

## Demografie
Componența lingvistică a localității Kuzmenkî
     Ucraineană (100%)
Conform recensământului din 2001, toată populația localității Kuzmenkî era vorbitoare de ucraineană (100%).